# 联瑞影业
联瑞影业，中国影视公司，总部在北京市，以天津联瑞为核心，通过多家子公司覆盖影视全产业链业务。

## 历史
2013年3月5日，蔡元成立北京联瑞影业有限公司。2014年2月28日，成立天津联瑞影业有限公司，持有北京联瑞100%股权，是北京联瑞的全资母公司。2016年7月12日，成立联瑞（上海）影业有限公司。后陆续成立霍尔果斯联瑞（新疆）、厦门联瑞、浙江联瑞等公司。2019年，厦门联瑞影业有限公司在厦门市影视文化产业服务中心成立。2020年6月30日，成立天津成木科技合伙企业（有限合伙），控股天津联瑞。
2021年，联瑞影业发行电影14部，票房121.44亿，占全国市场份额25.8%。2022年，在广州市增城区宝盛国际创新中心成立粤港澳大湾区总部。
联瑞影业最初以发行起家，随后陆续参与到投资、制片等业务。主投电影代表包括《送你一朵小红花》《我的姐姐》和《人生大事》等。联瑞影业倾向于“生老病死”主题电影，以现实主义题材搭配人气演员、实力导演阵容，不仅控制了电影成本，也成功地调动观众情绪，赢得了不错的成绩。

## 作品

### 出品
| 上映日期      | 电影             | 联瑞单位     | 身份       | 说明                   | 备注 |
| ------------- | ---------------- | ------------ | ---------- | ---------------------- | ---- |
| 2019年11月8日 | 受益人           | 天津联瑞     | 联合出品方 | 主控出品方为坏猴子影业 |      |
| 年            | 猎心者           | 天津联瑞     |            |                        |      |
| 年            | 长沙夜生活       | 天津联瑞     |            |                        |      |
| 年            | 东北警察故事2    | 天津联瑞     |            |                        |      |
| 年            | 天台             | 北京联瑞     |            |                        |      |
| 年            | 黃飛鴻之英雄有夢 | 北京联瑞     |            |                        |      |
| 年            | 整容日记         | 北京联瑞     |            |                        |      |
| 年            | 熊出没·狂野大陆  | 北京联瑞     |            |                        |      |
| 年            | 刺猬             | 北京联瑞     |            |                        |      |
| 年            | 你行！你上！     | 北京联瑞     |            |                        |      |
| 年            | 暴裂无声         | 霍尔果斯联瑞 |            |                        |      |
| 年            | 抓娃娃           | 霍尔果斯联瑞 |            |                        |      |
| 年            | 向阳·花          | 霍尔果斯联瑞 |            |                        |      |